# Duitse militaire begraafplaats Kammerwall
De Duitse militaire begraafplaats Kammerwall gelegen in Schleiden, is een militaire begraafplaats in Noordrijn-Westfalen, Duitsland. Op de begraafplaats liggen omgekomen Duitse militairen en burgers uit de Tweede Wereldoorlog.

## Begraafplaats
Op de begraafplaats rusten 436 Duitse militairen en burgers. Ze kwamen allen om het leven tijdens de gevechten gedurende het Ardennenoffesief, dat de Duitsers in december 1944 inzette.